# 宝轮寺 (扬州)
宝轮寺是位于江苏省扬州市广陵区宝塔南路的一座佛寺。

## 歷史
明朝万历年间，由僧寂楞所建，初名善庆庵。崇祯三年（1630年），寺内建起《禅堂四禁碑》。清朝康熙四十四年（1705年），康熙帝御赐「宝轮寺」一名及匾额。咸丰年间，国内爆发太平天国运动，宝轮寺毁于戰火，後於同治、光绪年间重建，此时占地约为两亩。
1949年後，宝轮寺先后被苏北火柴厂、扬州造纸厂、江苏农配二厂、扬州水箱厂用作厂房，至今仍被扬州水箱厂作为厂房使用。
1957年8月30日，江苏省人民政府将《禅堂四禁碑》列为四级江苏省保护文物。1982年，扬州市人民政府将宝轮寺列为扬州市文物保护单位。

## 建築
宝轮寺门朝东，无山门殿，寺门北侧有约10间配房。寺中有两座面南各5间的大殿，前殿是禅堂，后殿是大雄宝殿。《禅堂四禁碑》就嵌砌在前殿禅堂的东山墙下。
1949年前，该寺共有大小寺房8O多问，僧约20人，住持为妙机。如今，宝轮寺作为扬州水箱厂的厂房，尚存禅堂大殿5间已作为仓库，上下各两间的方丈楼以作为职工宿舍，其他配房和廊房共19间之中，除6间作为职工食堂外，其余均作职工宿舍。